# Langworth
Langworth – wieś w Anglii, w hrabstwie Lincolnshire. Leży 11 km na północny wschód od Lincoln i 198 km na północ od Londynu.